# Stephen Dade
Stephen Dade (* 13. August 1909 in Beckenham, London; † Frühling 1975 in Shepway, Kent) war ein britischer Kameramann.

## Leben
Dade hatte 1927 als Kameraassistent bei den Gaumont-Studios in Shepherd’s Bush begonnen und sich im Laufe der 30er Jahre zum einfachen Kameramann emporgearbeitet. In dieser Funktion fotografierte Dade auch die Hitchcock-Thriller Geheimagent, Sabotage und Jung und unschuldig.
1940 wurde Dade zum Chefkameramann bestellt. Sein Karrieredurchbruch gelang kurz nach dem Krieg, als er eine Reihe von kommerziell recht erfolgreichen, wenngleich künstlerisch oft unbefriedigenden Melodramen und Abenteuerstoffe in historischem Gewand fotografierte. Vor allem seine Farbfotografie bei einigen hochklassigen Unterhaltungsproduktionen wie Columbus, Die Ritter der Tafelrunde und Zulu brachten Dade den Ruf eines technisch versierten, wenngleich nicht allzu experimentierfreudigen Routiniers und Könners ein. Bei drei weiteren A-Produktionen, Mogambo, Ivanhoe – Der schwarze Ritter und Knotenpunkt Bhowani, wurde Dade als Second-Unit-Kameramann eingesetzt.
Dennoch musste sich Dade überwiegend mit der Fotografie von zweit- und drittklassigen Filmen, darunter Krimis und Lustspiele für die Vorstadtkinos, begnügen. 1965 fotografierte er in Südafrika die Tiergeschichte Sandy the Seal mit den deutschen 60er-Jahre-Stars Heinz Drache und Marianne Koch in den Hauptrollen.
Gegen Ende seiner Laufbahn fotografierte Dade auch für das Fernsehen (z. B. Ende der 60er Jahre diverse Episoden zu Mit Schirm, Charme und Melone und Der Mann mit dem Koffer), ehe er sich zu Beginn des darauffolgenden Jahrzehnts ins Privatleben zurückzog. Dade starb in der Grafschaft Kent im zweiten Quartal 1975.

## Filmografie (Auswahl)
- 1940: Sailors Don’t Care
- 1940: Danny Boy
- 1941: Facing the Music
- 1941: Front Line Kids
- 1941: The Missing Million
- 1942: We’ll Meet Again
- 1942: Get Cracking
- 1943: Demobbed
- 1944: Es blieb etwas zurück (A Place of One’s Own)
- 1946: Gefährliche Reise (Caravan)
- 1946: Die Wurzel allen Übels (The Root of All Evil)
- 1946: Die Brüder (The Brothers)
- 1947: Der perfekte Mörder (Dear Murderer)
- 1947: Tanz in den Abgrund (Good Time Girl)
- 1949: Columbus (Christopher Columbus)
- 1949: Das tanzende Wien (The Dancing Years)
- 1950: Die selige Edwina Black (The Late Edwina Black)
- 1951: Wenn das Herz spricht (So Little Time)
- 1952: Appointment in London
- 1953: Die Ritter der Tafelrunde (Knights of the Round Table)
- 1957: Frauen, die uns nachts begegnen (The Flesh is Weak)
- 1958: Gegen Sitte und Moral (A Question of Adultery)
- 1959: Hügel des Schreckens (The Angry Hills)
- 1959: Zehn Frauen verschwanden in Paris (Bluebeard’s Ten Honeymoons)
- 1960: Aufstand im Morgengrauen (A Terrible Beauty)
- 1960: Das Hausboot (Double Bunk)
- 1960: Vom Teufel gezeichnet (The Snake Woman)
- 1961: Enter Inspector Duval
- 1961: The Gentle Terror
- 1961: Die Creme, von der man spricht (Dentist on the Job)
- 1962: Gang War
- 1962: Rendezvous mit der sanften Stimme (Don’t Talk to Strange Men)
- 1962: Serena
- 1963: Schmuggler (The Switch)
- 1963: Zulu
- 1964: Einmal wird abgerechnet (The Crooked Road)
- 1964: Sanders und das Schiff des Todes (Coast of Skeletons)
- 1965: Stadt im Meer (City Under the Sea)
- 1965: The Night Caller
- 1965: Sandy the Seal
- 1966: The Vulture
- 1967: Königin der Wikinger (The Viking Queen)
- 1967–1968: Der Mann mit dem Koffer (Man in a Suitcase) (Fernsehserie, 12 Folgen)
- 1968: On the Run